# Elecció papal de 1191

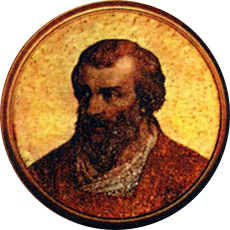
El papa escollit el 1191 va ser el Papa Celestí III.

L'Elecció papal del 1191 es va celebrar després de la mort del Papa Climent III i va resultar escollit com a successor el Papa Celestí III, que tenia 85 anys.